# Flavius Eutolmius Tatianus
Flavius Eutolmius Tatianus (tweede helft 4e eeuw na Christus) was een Romeins jurist en politicus, tijdens het late keizerrijk. Zijn actieterrein lag in het oostelijk of Byzantijns deel van het rijk.

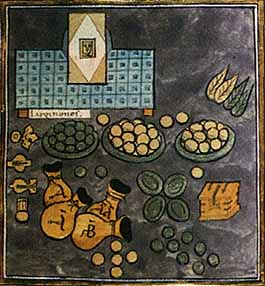
Middeleeuwse voorstelling van de insignes van een Romeinse belastingsambtenaar (comes sacrarum largitionum)

## Familie
De familie Eutolmius leefde in de oostelijke provincies Lycia en Caria. Tatianus kwam uit een familie van Romeinse ambtenaren in deze streek. Hij studeerde er voor jurist en werd ambtenaar in Caria.

## Gouverneur
Zijn eerste politieke ambt was deze van prefect van het district Thebe, gelegen in de Romeinse provincie Egypte. Mogelijks viel dit samen met het moment waarop keizer Valens de macht overnam in Constantinopel (364). Tatianus klom op tot gouverneur van Egypte (367-370). Hij was vervolgens gouverneur van de provincie Syrië (370-374) tezamen met de functie van comes Orientis, een soort gouverneur-generaal van alle Oosterse provincies van Rome. Over militaire acties van Tatianus, eigen aan het ambt van Romeins gouverneur, is niets bekend.

## Fiscus
Keizer Valens haalde de jurist Tatianus terug naar Constantinopel, waar Tatianus vele jaren comes sacrarum largitionum of hoofd van de Byzantijnse belastingsdienst was (374-380). Eenmaal de nieuwe keizer Theodosius de Grote aan de macht, verliet Tatianus om onbekende reden de hoofdstad. Tatianus leefde teruggetrokken in zijn geboortestreek Caria (380-388).

## Hoogste ambt
In 388 keerde Tatianus terug naar de politiek. Ditmaal verkreeg hij het hoogste ambt in het oosten van het Romeinse rijk: de pretoriaanse prefectuur van het Oosten op bevel van keizer Theodosius de Grote. Deze functie was des te belangrijker omdat keizer Theodosius naar het westen vertrok om de rechtmatige keizer in het westen, Valentinianus II, terug op de troon te plaatsen. Tatianus bestuurde het oostelijk deel van het Romeins rijk eigenlijk alleen. In het jaar 391 ontving Tatianus bovendien de titel van consul van Rome, samen met de machtige man in het westen, Symmachus.

## Verbanning
Een jaar later werd zijn rivaal Rufinus consul (392). Tatianus verloor zijn topfunctie van pretoriaanse prefect van het Oosten aan Rufinus. Mogelijks speelde Rufinus het handig uit dat Tatianus heidense sympathieën had en dus geen plaats meer kon hebben in de keizerlijke politiek van christelijke staatsgodsdienst (391). Tatianus en zijn zoon Proculus werden spoedig gearresteerd en ter dood veroordeeld. Tatianus kreeg genade van keizer Theodosius en ging vervolgens in ballingschap naar zijn geboortestreek. Het is niet uitgesloten dat Tatianus nadien nog een beperkte politieke rol had, tijdens de regering van keizer Arcadius in het Oost-Romeinse rijk, omwille van een lovende inscriptie van hem aan het adres van Arcadius en aan zijn broer Honorius. Deze inscripties in het Grieks geschreven, werden gevonden bij opgravingen in Aphrodisias, in zijn geboortestreek Caria.